# Archidiocèse de Turin
L'archidiocèse de Turin (en latin : archidioecesis Taurinensis ; en italien : arcidiocesi di Torino) est un archidiocèse métropolitain de l'Église catholique en Italie appartenant à la région ecclésiastique du Piémont.

## Territoire
L'archidiocèse est situé sur trois provinces : la plus grande partie est dans la ville métropolitaine de Turin, et le reste de cette ville métropolitaine est géré par les diocèses de Pignerol, Suse, Ivrée, et Casale Monferrato. Il possède 15 communes de la province de Coni ; l'autre partie de la province est sous juridiction des diocèses de Coni, d'Acqui, de Mondovi, d'Albe, de Saluces et de Fossano. Il a également 6 communes de la province d'Asti, le reste étant dans les diocèses d'Albe, d'Asti, d'Acqui et de Casale Monferrato. Mis à part ce dernier, tous les diocèses cités plus haut sont suffragants de Turin, auxquels il faut ajouter celui d'Aoste.
Son territoire est de 3 540 km2 divisé en 354 paroisses regroupées en 4 archidiaconés. L'archevêché est à Turin, ville qui est divisée en 8 circoscrizioni (it). Elle est dotée de cinq basiliques mineures ; plusieurs églises et chapelles sont des lieux de pèlerinages auprès de saints ou de bienheureux, dont de nombreux fondateurs d'instituts religieux de charité.
Dans la 1re circonscription, on peut visiter la cathédrale Saint-Jean-Baptiste où se trouve le suaire de Turin et le corps du bienheureux Pier Giorgio Frassati ; la basilique du Corpus Dominiqui conserve le souvenir d'un miracle eucharistique ; la basilique Saints-Maurice-et-Lazare ; la basilique de la Consolataqui garde une icône de la Vierge qui est la patronne de la ville et du diocèse, ainsi que la châsse de saint Joseph Cafasso. Très proche de ce sanctuaire, les sœurs de Sainte-Anne de Turin ont dans leur chapelle de la via della Consolata, l'urne de la bienheureuse Marie Henriette Dominici qui est la 1re supérieure générale de leur institut. L'église Saint-Dominique possède les reliques des bienheureux Pierre Cambiani et Aymon Taparelli. L'église saint Philippe Néri (it)garde les reliques de saint Sébastien Valfrè, un oratorien ; tandis que les restes du bienheureux Marc-Antoine Durando sont dans l'église de la Visitation (en).
Le bienheureux Joseph Allamano, fondateur des pères et sœurs missionnaires de la Consolata, est dans la chapelle de son institut sur le corso Francesco Ferrucci (IIIe circonscription) ; l'église du Suffrage (it) contient l'urne du bienheureux François Faà di Bruno, fondateur des sœurs minimes de Notre Dame du Suffrage (IVe circonscription) ; l'église Notre-Dame-de-la-Santé (it) possède la châsse de saint Léonard Murialdo, fondateur de la congrégation de saint Joseph (Ve circonscription).
Dans la VIIe circonscription se trouve la basilique de Marie Auxiliatrice ; à l'intérieur, on peut voir le corps de saint Jean Bosco, sainte Marie-Dominique Mazzarello, saint Dominique Savio ainsi que de nombreuses reliques dans la crypte ; l'église des Saint Vincent de Paul et Antoine abbé qui est la chapelle de la Piccola Casa della Divina Provvidenza conserve les corps de saint Joseph-Benoît Cottolengo, fondateur de plusieurs instituts religieux, et du bienheureux Louis Bordino, frère de la congrégation de Cottolengo ; le bienheureux  Louis Boccardo et son frère Jean-Marie sont dans un tombeau de marbre dans le sanctuaire du Christ Roi qui est aussi la chapelle des pauvres filles de saint Gaétan et des sœurs de Jésus-Roi ; la marquise Juliette Colbert de Barolo et le marquis Tancrède de Barolo, reconnus vénérables par l'Église, se trouvent dans l'église Sainte-Julie (it) (quartier Vanchiglia).
Sur les hauteurs de la ville, l'église des Monte dei Cappuccini (it) abrite la châsse de saint Ignace de Santhia, religieux capucin (VIIIe circonscription). À l'extérieur de la ville, on peut visiter la basilique de Superga, nécropole des princes et princesses de la maison de Savoie depuis Victor-Amédée II. À Moncalieri, les reliques du bienheureux Bernard de Bade se trouvent dans l'église de Santa Maria della Scala tandis que la bienheureuse Marie des Anges est dans le couvent des carmélites déchaussées.

## Histoire
Les éléments historiquement documentés abondent au sujet des origines du christianisme à Turin. Les saints Octave, Soluteur et Adventeur  (IIIe siècle) peuvent probablement être reconnus comme les proto-martyrs de Turin ou du moins ceux dont nous connaissons le nom, déjà vénérés à l'époque de saint Maxime, qui est selon la tradition, le 1er évêque de Turin. Il n'y a aucune information sur d'autres évêques avant lui. Un autre évêque nommé Maxime, le premier documenté historiquement, participe à deux synodes à Milan en 451 et à Rome en 465 (it). À l'origine, le diocèse de Turin s'étend aux vallées de la Maurienne, Suse et Lanzo, qui à la fin du VIe siècle passent sous la juridiction de l'évêque de Maurienne. En 1033, le diocèse de Turin regagne les vallées de Suse et de Lanzo.
Au Moyen Âge, l'élection de l'évêque appartient au chapitre de la cathédrale, mais à partir du XIVe siècle, le Saint-Siège exerce son influence sur l'élection. En 1300, Boniface VIII annule l'élection de Thomas II de Savoie faite par le chapitre et impose Teodisio Revelli au siège de Turin. En 1411, les droits des chanoines sont déjà finis quand Jean XXII élit Aimone de Romagnano, sans permettre au chapitre de faire une proposition. Le 6 juin 1453, les chroniques rapportent le miracle eucharistique du Corpus Domini (it) qui est à l'origine de la basilique homonyme. Selon les chroniques de l'époque, une hostie présente dans un ostensoir volé s'envole et reste suspendu dans les airs, devant de nombreux témoins. Une fois l'évêque arrivé, l'hostie finit par se poser sur un calice. Les espèces eucharistiques intactes sont préservées au-delà de l'érection de la basilique (1521), jusqu'à ce que Rome donne l'ordre de les consommer.
Tout au long du Moyen Âge, il reste suffragant de l'archidiocèse de Milan. Par la bulle Cum illius du 21 mai 1515, le pape Léon X élève le diocèse de Turin au rang d'archidiocèse métropolitain et, par la bulle Hodie ex certis du même jour, lui assigne comme suffragants les diocèses de Mondovì et d'Ivrée. En 1578, le suaire est transféré de Chambéry à Turin. Dès le XVIe siècle, l'archidiocèse cède des portions de territoire au profit de l'érection des diocèses de Fossano (1592), Pinerolo (1748) et Suse (1772). Au XVIIIe siècle, elle a acquis une grande importance surtout grâce aux évêques Francesco Luserna Rorengo di Rorà et Vittorio Maria Baldassare Gaetano Costa d'Arignano.
Au XIXe siècle, l'archidiocèse de Turin est peuplé de nombreuses figures de saints : saint Joseph Cafasso, le réconfort des condamnés à mort ; saint Joseph Benoît Cottolengo, fondateur de la petite maison de la divine Providence ; saint Jean Bosco, fondateur des salésiens ; sainte Marie-Dominique Mazzarello, saint Dominique Savio ; saint Léonard Murialdo, fondateur de la congrégation de saint Joseph ; le bienheureux François Faà di Bruno ; le bienheureux Joseph Allamano, neveu de saint Joseph Cafasso, fondateur des missionnaires de la Consolata, et le bienheureux Pier Giorgio Frassati.
Du 2 au 6 septembre 1894, le deuxième congrès eucharistique national se tient à Turin, célébré par l'archevêque Davide Riccardi avec la contribution d'une cinquantaine d'évêques. En 1947, il cède des parties de son territoire au diocèse de Gap et au diocèse de Maurienne. Du 6 au 13 septembre 1953, Turin accueille le XIVe congrès eucharistique national. Le 13 octobre 1961, par la lettre apostolique Quam Ecclesia, le pape Jean XXIII proclame la Vierge Marie de la Consolata principale patronale de l'archidiocèse. Depuis 1983, l'archevêque est nommé gardien du suaire par le pape.

## Sources
- (it) Site officiel de l'archevêché de Turin (consulté le 10 avril 2013)
- (en) Archdiocese of Torino (Turin), Catholic-Hierarchy
- (en) Metropolitan archdiocese of Torino (Turin), GCatholic

### Articles liés
- Liste des diocèses et archidiocèses d'Italie
- Église catholique en Italie